# Радио НВ
Радио НВ (укр. Радіо НВ) — украинская негосударственная радиостанция информационно-разговорного направления. Начало работы — 12 марта 2018 года, на основе сети Радио «Эра». Собственник — инвестиционная компания «Dragon Capital». Станция вещает в 40 украинских городах, включая Киев (на частоте 96,0 FM).

## История

### Запуск
В сентябре 2017 года инвесткомпания «Dragon Capital» завершила сделку по покупке Радио «Эра», решив создать на её основе новую радиостанцию «Радио НВ» («Новое время»), поскольку до этого она владела одноимённым журналом и сайтом.
22 февраля 2018 года Национальный совет по телерадиовещанию переоформил две лицензии на вещание ООО «Телерадиокомпания „Радио-Эра“» (г. Киев), в связи с изменением позывных, состава редакционного совета, программной концепции вещания, организационно-технических обязательств, владельцев, связанных лиц и местонахождения компании. Новая радиостанция начинала вещание на 40 украинских городов, среди которых были все областные центры.
Начало вещания произошло 12 марта 2018 года в 07:00.
В конце марта 2020 года на фоне эпидемии коронавируса стало известно о переформатировании станции, в ходе которой Валерия Калныша на должности главреда заменит бывший главный редактор изданий Esquire и Buro24/7 Алексей Тарасов. Позже стало известно об увольнении части коллектива (25 из 70 изначальных сотрудников и авторов) и планах попасть в топ-10 радиостанций Украины.

## Концепция
Согласно изначальной концепции радиостанция являлась разговорным радио: выпуски новостей выходили в эфир каждые 20 минут, основу эфира до 20:00 составляли линейные передачи и ток-шоу, затем трансляция авторских программ до 22:00, музыка выходила по ночам. В воскресенье планировалось выпускать облегченный по тематике эфир.
Согласно полученной лицензии, общий объём вещания составит 24 часа в сутки, доля программ собственного производства: 18 часов 54 минуты в сутки (78,75 % эфира); минимальная доля национального аудиовизуального продукта (в том числе собственного производства): 19 часов 16 минут в сутки (80,28 % эфира); максимальная доля аудиовизуальной продукции иностранного производства: 4 часа 44 минуты в сутки (19,72 % эфира); формат — информационно-просветительский. Вещание планировалось вести на 70-80 % на украинском языке.
С 1 июля 2020 года был запланирован переход на формат talk & music (разговорная часть будет сопровождаться музыкой в соотношении 53 % на 47 %). Линейные эфиры планировалось проводить утром, днем и вечером, а с 19:00 — ставить повторы дневных передач, также заявлялось о намерении развивать формат подкастов.
18 июня Нацрада переоформила лицензию и разрешила сменить формат с информационно-просветительского на информационно-музыкальный (доля информационно-аналитических и публицистических программ снижается до 8,5 часов в сутки, появляется 1 час развлекательно-музыкальных программ и 6 часов музыкальной подборки). Согласно позиции радиостанции, перемены произошли из-за низкого спроса на изначальный формат, не удалось получить целевую аудиторию, интересный и важный контент оказался сложным для восприятия. Лицензионный сбор за смену формата составил 4 787 000 (38 частот в Киеве, областных центрах и ряде городов) и 88 000 гривен (7 частот в небольших городах) по двум имевшимся лицензиям. Позже радиостанция перенесла переформатирование из-за необходимости более корректно переоформить заявку для уплаты меньшей суммы лицензионного сбора.

## Руководство
Главным редактором «Радио НВ» с марта 2018 года по март 2020 года был Валерий Калныш. С марта 2020 года — Алексей Тарасов.

## Программы
| - Апокриф - Мир Обзор - Время отвечать - Полный аут - Винил - Бешеные псы - Новый уикенд - Пашина двадцатка - Новое утро - Напівранок - Час новостей - Новый день | - Напіввечір - Новый вечер - Итоги недели - Час итогов - Картата потата - Едем дальше - Фан-сектор - Политика и культура - Новый день - Ежедневное завтра - Том Первый |

### Бывшие программы
| - Академия наук - Дело двух - Звуки про | - Место в истории - Только спокойно - Экономический прорыв |

## Ведущие
| - Олег Билецкий - Илона Довгань - Дмитрий Тузов - Михаил Шаманов - Виктор Баутин | - Иван Яковина - Артем Франков - Виталий Кондрацкий - Евгений Киселёв |

### Бывшие ведущие
| - Аркадий Бабченко - Павел Шеремета - Сергей Рахманин - Татьяна Даниленко | - Дмитрий Симонов - Александр Положинский - Марина Фиалко - Геннадий Мустафаев |

## Город вещания[4]
Курсивом выделены города, вещание в которых временно приостановлено.
| - Винница — 107,8 - Володарка — 103,5 - Днепр — 91,4 - Дрогобич — 105,0 - Житомир — 103,9 - Запорожье — 102,7 - Звенигородка — 102,7 - Ивано-Франковск — 107,8 | - Каменец-Подольский — 104,3 - Киев — 96,0 - Конотоп — 100,7 - Краматорск — 101,0 - Кременчук — 106,6 - Кривой Рог — 107,4 - Кропивницкий — 104,6 - Лубны — 99,3 | - Луцк — 91,5 - Львов — 88,6 - Николаев — 107,8 - Никополь — 98,9 - Одесса — 87,9 - Подольск — 92,4 - Пологи — 107,8 | - Полтава — 103,4 - Ровно — 105,1 - Ромны — 102,9 - Сумы — 90,9 - Тернополь — 107,4 - Ужгород — 104,1 - Харьков — 107,0 - Хмельницкий — 100,6 - Черкассы — 103,3 | - Чернигов — 103,5 - Черновцы — 103,6 - Шостка — 101,9 |